# Frauenhäuser Wien
Die Frauenhäuser Wien bestehen aus vier Frauenhäusern mit insgesamt 175 Plätzen für Frauen und ihre Kinder, die vor häuslicher Gewalt Schutz suchen. Das erste der Frauenhäuser wurde am 1. November 1978 eröffnet. Alle vier werden vom Verein Wiener Frauenhäuser betrieben, ebenso ein Wohnbereich mit 52 Übergangswohnungen und zwei Wohngemeinschaften, eine Beratungsstelle und ein Tag und Nacht erreichbarer Notruf.

## Geschichte

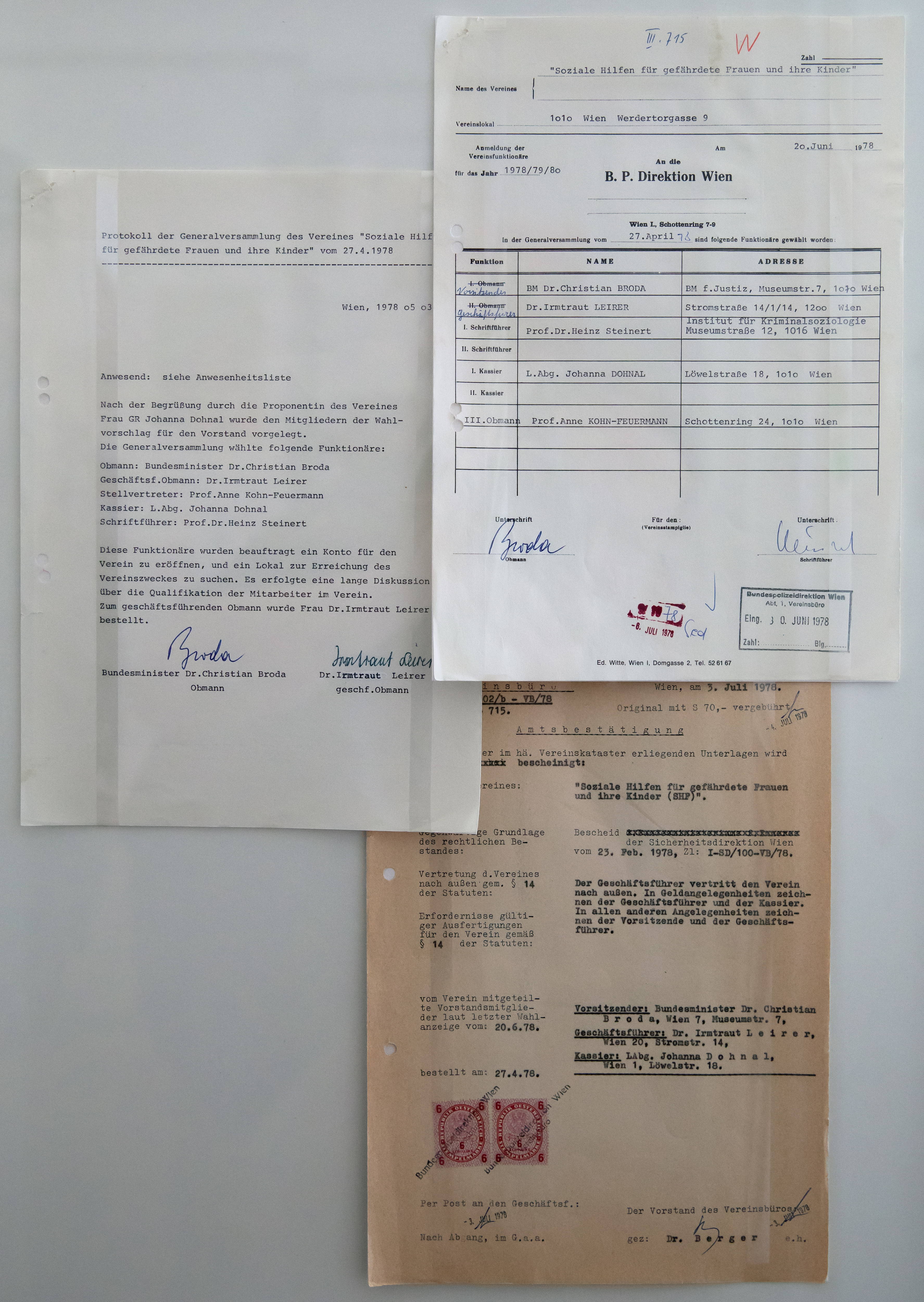
Gründungsdokumente des Vereins Soziale Hilfen für gefährdete Frauen und Kinder (1978)

Das erste Wiener Frauenhaus wurde von einer Gruppe junger Sozialarbeiterinnen und ihrer Vortragenden an der Sozialakademie, Irmtraut Leirer-Karlsson, initiiert. Als Vorbild diente das Berliner Frauenhaus. Unterstützt wurde das Projekt von Politikerinnen wie der damaligen Gemeinderätin Johanna Dohnal. Auch der Vorstand des zu diesem Zweck neu gegründeten Trägervereins Soziale Hilfen für gefährdete Frauen und ihre Kinder war von Anfang an honorig besetzt: Christian Broda (Vorsitzender), Anne Kohn-Feuermann, Irmtraut Karlsson, Heinz Steinert und Johanna Dohnal gehörten ihm an. Alois Stacher sagte als Stadtrat für Gesundheit und Soziales seine Unterstützung zu.
Die Gruppe der Sozialarbeiterinnen kritisierte anfangs die Zusammensetzung des Vorstands und dass man sie selbst davon ausschloss. Sie befürchteten eine Einschränkung ihrer inhaltlichen Arbeit im Frauenhaus und nahmen daher Kontakt mit autonomen Frauengruppen auf. Diese kritisierten zwar die Zusammenarbeit der Sozialarbeiterinnen mit den SPÖ-Frauen, waren andererseits aber nicht bereit, konkret mitzuarbeiten und alternative Finanzierungsmöglichkeiten oder eine geeignete Unterkunft zu suchen. Die Parteifrauen mussten innerhalb der SPÖ Widerstände überwinden, insbesondere die auch vom damaligen Wiener Bürgermeister Leopold Gratz mitgetragene Meinung, in Wien würden keine Frauen geschlagen. Stammtischwitze wie „Die Dohnal möcht’ ein Freudenhaus eröffnen!“ zogen in den Gemeinderat ein. Auch die Namensgebung des Vereins spiegelte das politische und gesellschaftliche Klima wider: Die Bezeichnung Frauenhaus sollte darin nicht vorkommen, um keine Assoziationen mit einem Freudenhaus zu wecken.
Schließlich fanden die Sozialarbeiterinnen eine gemeinsame Basis mit den SPÖ-Frauen: Interne Entscheidungen sollten die Sozialarbeiterinnen treffen, auch die Gestaltung ihrer Arbeit im Frauenhaus blieb ihnen selbst überlassen. Nach außen gerichtete Aktionen sollten jedoch mit dem Vorstand besprochen werden. Nachdem eine geeignete Altbauwohnung gefunden war, konnte das erste Wiener – und damit auch das erste österreichische – Frauenhaus am 1. November 1978 eröffnet werden und war sogleich überfüllt. Das zweite Wiener Frauenhaus wurde im Februar 1980 eröffnet, das dritte folgte 1996. Im Jahr 2002 wurde das vierte Frauenhaus eröffnet und das erste übersiedelte in ein neues Haus, 2012 übersiedelte auch das zweite. Seit 2005 haben alle vier Wiener Frauenhäuser eine gemeinsame, rund um die Uhr besetzte Soforthilfe-Hotline. Im Jahr 2014 gab es im Verein mehr als 100 Beschäftigte. Die Mitarbeiterinnen in den Frauen- und Kinderbereichen verfügen alle über eine psychosoziale Ausbildung, haben diverse Fremdsprachenkenntnisse und Wissen über die Herkunftsländer der Klientinnen. 2013 gründete der Verein gemeinsam mit den Frauenhäusern Graz, Kapfenberg und St. Pölten den Zusammenschluss österreichischer Frauenhäuser.
Den Vorsitz des Vereins (heute: Verein Wiener Frauenhäuser) gab Christian Broda bald an Johanna Dohnal ab, später folgte Irmtraut Leirer-Karlsson und seit 1996 ist Martina Ludwig-Faymann Vereinsvorsitzende. Geschäftsführerin ist seit 2001 Andrea Brem, die für ihr Engagement 2014 mit dem Preis der BAWAG PSK Fraueninitiative ausgezeichnet wurde.
Aktuell (2016) bieten die vier Frauenhäuser in Wien zusammen ca. 175 Plätze für Schutz suchende Frauen und Kinder, die zur Gänze von der Gemeinde Wien, MA 57 (Frauenförderung und Koordinierung von Frauenangelegenheiten) finanziert werden. Wien erfüllt somit allein mit den Frauenhausplätzen (ohne Übergangswohnungen) die Empfehlungen des Europarates, wonach pro 10.000 Einwohner ein Frauenhausplatz zur Verfügung stehen soll.

## Frauen
Das Wichtigste für Frauen, die ins Frauenhaus ziehen, ist eine sichere Unterkunft, in der sie frei von Angst leben können. Schon beim Erstgespräch findet eine Sicherheitsberatung und die Erstellung eines persönlichen Sicherheitsplans statt, gegebenenfalls auch in Kooperation mit der Polizei. Darüber hinaus können zu verschiedenen Themenbereichen Beratungen in Anspruch genommen werden, die Frauen können sich mit anderen Betroffenen austauschen und sie haben Zeit, sich über das Erlebte Gedanken zu machen und Zukunftsperspektiven zu entwickeln, wobei sie auch die Unterstützung durch die Betreuerinnen finden. Nach einem Auszug können die Frauen im Fall neuerlicher Gewalterfahrung jederzeit wieder ins Frauenhaus zurück.
2014 suchten 681 Frauen in einem der Wiener Frauenhäuser Schutz. 2013 waren es 592. Der Grund für den starken Zuwachs ist darin zu finden, dass 2014 das System der Warteliste aufgegeben wurde. Da die Wiener Frauenhäuser es als ihre wichtigste Aufgabe sehen, von Gewalt bedrohten Frauen schnell und unbürokratisch einen geschützten Wohnplatz zu bieten, sollen keine Frauen mehr abgewiesen werden, wofür auch eine fallweise kurzfristige Überbelegung in Kauf genommen wird.
Dass häusliche Gewalt kein Problem allein der schlecht ausgebildeten Bevölkerungsschichten ist, zeigt sich am Bildungsstand der Klientinnen. 2014 verfügten 25 % über einen Abschluss eines Studiums oder einer Fachhochschule, 13 % hatten Matura und 27 % eine mittlere Schule abgeschlossen.

## Migrantinnen
Frauen mit Migrationshintergrund machen die größte Gruppe der Frauenhausbewohnerinnen aus, da Österreicherinnen eher vom Wegweisungsrecht Gebrauch machen. Während 2014 25 % der Frauen in den Wiener Frauenhäusern Österreicherinnen waren (2013: 24 %), finden sich in der Gruppe der Gefährder 40 (43) % österreichische Männer. Demnach werden Migrantinnen auch von österreichischen Männern misshandelt. Als Gründe für den verhältnismäßig hohen Anteil an Migrantinnen (wozu auch 19 (18) % Frauen aus EU-Ländern zählen) werden sprachliche Barrieren genannt, die einen schlechteren Zugang zum Sozial- sowie zum Rechtssystem nach sich ziehen und so die Nutzung der Opferschutzgesetze erschweren. Auch die Gepflogenheiten in den Herkunftsländern zählen zu den Gründen. Unter anderem werden die Frauen oft dem Druck der ganzen Familie ausgesetzt, weshalb auch das Wegweisungsrecht für sie häufig keine Hilfe ist. Aber auch österreichische Gesetze verschärfen die Lage der Frauen. Folgen Frauen ihren Männern als sogenannter Familiennachzug, erwerben sie kein eigenständiges Aufenthaltsrecht und sind daher vom Wohlwollen ihrer Männer abhängig. In Fällen, in denen die Sprachkenntnisse der Mitarbeiterinnen nicht ausreichen, um eine muttersprachliche Beratung durchzuführen, werden Dolmetscherinnen hinzugezogen.

## Kinder
Einen eigenen Unterstützungsbereich für Kinder gibt es seit 1996. Die Kinderbezugsfrauen unterstützen die von selbst erfahrener oder miterlebter Gewalt traumatisierten Kinder parteilich und bieten psychische und soziale Krisenintervention in verschiedenen Einzel- und Gruppenangeboten an. Das parteiliche Eintreten der Kinderbezugsfrauen kann auch zu Meinungsverschiedenheiten mit den Müttern der Kinder führen. In regelmäßigen Abständen und nach Bedarf organisieren die Mitarbeiterinnen des Kinderbereichs eigene Kinderhausversammlungen, um den Wünschen und Beschwerden der Kinder Raum zu geben und Lösungsmöglichkeiten zu erarbeiten. Zudem gibt es themenspezifische Angebote wie Mal- und Kunsttherapie, Motopädagogik, Therapeutisches Reiten oder Shiatsu.
Einmal pro Woche kommen eine Freizeitpädagogin, die mit den Kindern und Jugendlichen diverse freizeitpädagogische Aktivitäten unternimmt, eine ehemalige Volksschullehrerin, die den Kindern Nachhilfe sowie Hilfe bei den Hausübungen anbietet, und eine Clownpädagogin. Letztere ist darauf spezialisiert, sensible Aspekte des menschlichen Alltags, wie z. B. den Umgang mit Emotionen, Konflikten oder Missgeschicken, auf humorvolle Weise zu behandeln.

### Bubengruppe
Eine Bubengruppe wird in Kooperation mit und in den Räumlichkeiten der Männerberatung seit 2008 angeboten. Männliche Therapeuten helfen den Buben bei ihrer Identitätsfindung und der therapeutischen Stabilisierung. Sie ermöglichen ihnen, positive Erfahrungen mit männlichen Identifikationsfiguren und neuen Konfliktlösungsmodellen zu sammeln. Die Steigerung der sozialen Kompetenz, verbesserte Interaktion und ein bewusster Umgang mit Konflikten sollen sich präventiv auswirken.

### Männliche Jugendliche zwischen 14 und 18 Jahren
In den ersten Jahren der Frauenhäuser gab es immer wieder Probleme mit Söhnen am Höhepunkt ihrer Pubertät und auch der Rahmen eines Frauenhauses, durch den sie laufend mit Erzählungen über gewalttätige Männer konfrontiert waren, war für ihre persönliche Suche nach Identität nicht geeignet. Deshalb wurde zwischen Ende der 1980er- und Anfang der 1990er-Jahre eine Altersgrenze von 14 Jahren für männliche Jugendliche eingeführt. Für die älteren wurden andere Unterbringungsmöglichkeiten wie etwa in einem Krisenzentrum oder bei Verwandten gesucht. Durch die Altersgrenze kamen aber auch weniger Frauen ins Frauenhaus, die Söhne in dem Alter hatten, da sie sich von diesen nicht trennen wollten. Die Situation führte immer wieder zu Diskussionen im Vorstand, denn es sollten keine Frauen ausgeschlossen werden. Im Dezember 2009 begann schließlich ein Pilotprojekt im neu übersiedelten 1. Wiener Frauenhaus, bei dem auch ältere Söhne bei der Mutter bleiben können, sofern sie gewisse Voraussetzungen erfüllen (insbesondere dürfen sie nicht selbst schon gewalttätig sein und müssen zu regelmäßigen Gesprächen mit der zuständigen Mitarbeiterin des Kinderbereiches bereit sein). Nach einem Gespräch zwischen einer Leiterin des Frauenhauses sowie Mutter und Sohn wird über die Aufnahme entschieden. Da das neue 1. Wiener Frauenhaus über separate Wohneinheiten mit eigenem Bad und WC verfügt, ist die Unterbringung hier einfacher als in den beengten alten Räumlichkeiten. Zudem bekommen Mütter mit jugendlichen Söhnen eine Wohneinheit unweit der Büroräumlichkeiten.

## Tierkonzept
Das 4. Wiener Frauenhaus wurde – nach positiven Erfahrungen mit dem Pilotprojekt „Tierkonzept“ – eine Einrichtung, in die flüchtende Frauen und Kinder auch ihre Haustiere (Käfigtiere und Hunde) mitnehmen können. Weiters gibt es auch ein Projekt mit tiergestützter Therapie, wobei Hasen und Meerschweinchen zu Besuch ins Frauenhaus kommen.

## Beratungsstelle
Aufgrund vieler ambulanter und telefonischer Beratungen in den Frauenhäusern kam es 1992 zur Gründung einer externen Beratungsstelle für Frauen in Gewalt-, Trennungs- oder innerfamiliären Problemsituationen, weshalb der Schwerpunkt der Beratungsstelle in der Prävention im Vorfeld akuter Gewalt gesehen wird. Die sieben Mitarbeiterinnen, welche die Hilfe suchenden Frauen anonym und kostenlos beraten, kommen aus den Fachbereichen Sozialarbeit, Psychologie und Pädagogik; sie werden fallweise durch Anwältinnen und eine Ärztin unterstützt und stehen auch als Prozessbegleitung zur Verfügung. Die Einrichtung wird gemeinsam von der Stadt Wien, dem Bundesministerium für Justiz sowie dem Bundesministerium für Arbeit, Familie und Jugend finanziert. Seit einer Übersiedlung im Jahr 2015 in die Vivenotgasse 53 im 12. Wiener Gemeindebezirk ist die Beratungsstelle auch barrierefrei erreichbar.

## Übergangswohnbereich
1993 mietete der Verein die ersten Wohnungen als Übergangswohnungen an. Diese werden vorübergehend an Bewohnerinnen der Wiener Frauenhäuser vergeben, die nicht mehr den Schutz des Frauenhauses brauchen, aber trotzdem auf dem Weg in ein selbstbestimmtes Leben noch psychosoziale oder rechtliche Unterstützung oder eine Stabilisierungsphase benötigen. Sie müssen jedoch Miete bezahlen, ihren Alltag selbständig bewältigen und ihre Kinder selbst betreuen. Das Nachbetreuungsteam steht für Beratungen, Gespräche, Unterstützung bei der Suche nach einer eigenen Wohnung, Arbeitssuche sowie in Scheidungs- und Obsorgeverfahren zur Verfügung und begleitet die Frauen auch zu Gericht, Polizei und anderen Ämtern und Behörden.
Insgesamt gibt es 52 Übergangswohnungen – 39 auf ganz Wien verteilte Einzelwohnungen und ein Übergangswohnhaus mit 13 Wohnungen. Zusätzlich gibt es seit 2009 zwei als Wohngemeinschaften geführte Wohnungen. 2014 wurden im gesamten Übergangswohnbereich 102 Frauen und 96 Kinder betreut (2013: 103 Frauen und 100 Kinder). Die Aufenthaltsdauer ist in der Regel auf ein Jahr befristet, bei Bedarf kann sie jedoch verlängert werden. 2013 benötigten 18 % der Frauen länger als eineinhalb Jahre Unterstützung; 2014 stieg deren Anteil auf 29 %, ebenfalls stiegen der Beratungsbedarf und die Begleitungen (vorwiegend zu Gericht). Als Grund für die Zunahmen wird das mit 1. Februar 2013 in Kraft getretene Kindschafts- und Namensrechtsänderungsgesetz gesehen, durch welches sich die Obsorgeverfahren verlängert haben.

## Elternberatung
Eine der Änderungen durch das Kindschafts- und Namensrechtsänderungsgesetz ist die verpflichtende Elternberatung bei einvernehmlicher Scheidung. Da sich sehr viele Frauenhausbewohnerinnen „um des Friedens willen“ einvernehmlich scheiden lassen, bietet der Verein Wiener Frauenhäuser seit 2013 auch Elternberatung nach § 95 Abs. 1a AußStrG an, bei der das Wohl des Kindes im Mittelpunkt steht.

## Öffentlichkeitsarbeit und Kooperationen (Auswahl)
- Seit 1989 werden Seminare für Polizisten im Umgang mit häuslicher Gewalt durchgeführt. Seit 1996 schulen die Frauenhausmitarbeiterinnen auch andere Berufsgruppen, wie etwa Personal aus dem Gesundheitsbereich, Mitarbeiter des Amtes für Jugend und Familie sowie des Roten Kreuzes und Richteramtsanwärter.[4]
- Mitarbeiterinnen des Vereins Wiener Frauenhäuser waren die Initiatorinnen des 1997 in Kraft getretenen Gewaltschutzgesetzes, sie waren auch Teil des multiinstitutionellen Teams, welches das Gesetz erarbeitete.[4]
- Eine Kooperation mit dem Wiener ArbeitnehmerInnen-Förderungsfonds (waff) besteht seit 2007. Dabei werden die Frauen unter besonderer Berücksichtigung ihrer Ausnahmesituation bei der beruflichen Integration bzw. Reintegration unterstützt. Das Angebot besteht zusätzlich zu den Möglichkeiten, die das Arbeitsmarktservice bietet, die Mitarbeiter beider Einrichtungen sowie die Sozialarbeiterinnen des Frauenhauses sprechen sich untereinander ab, um die bestmöglichen Lösungen zu finden.[27] Ziel dabei ist, den Frauen den Aufbau einer eigenständigen Existenz zu ermöglichen, wobei die Erwerbstätigkeit ein wichtiger Faktor ist.[28]
- Vernetzungstreffen und Kooperationen finden mit zahlreichen Organisationen sowie Dienststellen der Gemeinde Wien und der Landespolizeidirektion Wien statt. Dazu gehören etwa das Amt für Jugend und Familie (MA 11), der Fonds Soziales Wien, die Volkshilfe, die Kinder- und Jugendanwaltschaft, die Arbeitsgruppe Zwangsheirat u. a.[29]
- Unter dem Motto 30 Jahre Frauenhäuser: Schutz für Frauen, Schutz für Kinder hielt der Verein im April 2008 eine zweitägige Fachtagung im Wiener Rathaus ab, die sich hauptsächlich der Mitbetroffenheit von Kindern bei häuslicher Gewalt widmete. Den Auftakt bildete ein von Christoph Feurstein moderierter Polittalk mit dem Titel 30 Jahre Frauenhäuser und immer noch kein bisschen leise, an dem u. a. Frauenministerin Doris Bures, Frauenstadträtin Sandra Frauenberger und Ex-Bundesministerin Johanna Dohnal teilnahmen.[3][4] Die Beiträge wurden in einem Tagungsbericht veröffentlicht.[30] Zum Jubiläum wurde auch das von Karin Berger und Andrea Brem herausgegebene Buch Am Anfang war ich sehr verliebt präsentiert, für das Frauenhausbewohnerinnen ihre persönlichen Geschichten niedergeschrieben haben oder interviewt wurden.
- Anlässlich des Jubiläums „35 Jahre Wiener Frauenhäuser“ fand eine Fachtagung mit in- und ausländischen Expertinnen statt, in deren Mittelpunkt psychische Gewalt stand. Die Beiträge wurden im Tagungsbericht „Ohne mich bis du nichts – Psychische Gewalt in der Familie“ publiziert.[5]
- Gemeinsam mit Elfriede Fröschl wurde die Studie „Sexualisierte Gewalt in Paarbeziehungen“ erstellt. Sie wurde am 3. und 4. November 2011 auf der Fachkonferenz „…selber schuld!?“ im Austria Center Vienna präsentiert, zu der alle mit häuslicher Gewalt beschäftigten Behörden und Organisationen eingeladen waren.[31]
- Informationsveranstaltungen und Workshops werden an Sozialakademien regelmäßig, auf Einladung auch an Universitäten, mittleren und höheren Schulen, Berufsschulen, Volkshochschulen, Mütterrunden etc. abgehalten.[1]
- Zum Thema Psychische Gewalt wurde 2014 gemeinsam mit der Gesundheitsbeauftragten der Stadt Wien, Beate Wimmer-Puchinger, eine empirische Untersuchung veröffentlicht, in der die unterschiedlichen Ausformungen von psychischer Gewalt erhoben wurden, um die Grenze zwischen alltäglichen kleinen Verletzungen und psychischer Gewalt sichtbar zu machen. Mittels Plakaten und Werbespots wurde versucht, die Bevölkerung für das Thema zu sensibilisieren.[32][33]
- Der Verein ist bei verschiedenen Veranstaltungen mit Infoständen vertreten, so etwa bei der von Frauenstadträtin Sandra Frauenberger anlässlich des Internationalen Frauentags initiierten Veranstaltung Offenes Rathaus, bei der Aktion 16 Tage gegen Gewalt anlässlich des Internationalen Tags zur Beseitigung von Gewalt gegen Frauen oder beim Österreichischen Frauenlauf.[34][29]
- Werbekampagnen auf Plakaten, in Kinos, TV und Radio sowie in Wiener Bädern: Wenn Liebe weh tut, Auch in den schönsten Wohnungen geschehen hässliche Dinge, Wenn das Schlafzimmer der gefährlichste Ort wird, Wenn der Partner die Kontrolle übernimmt. Die Kampagnen wurden teilweise mit verschiedenen Preisen ausgezeichnet, etwa 2010 in der Kategorie „Cyber-Shortlist“ beim Cannes Lions International Festival of Creativity für besonders kreative Onlinewerbung.[35]
- Der Verein arbeitet zusammen mit dem Büro der Vereinten Nationen für Drogen- und Kriminalitätsbekämpfung an einem Projekt in der Ukraine, bei dem ein Netz von Hilfseinrichtungen für gefährdete Frauen und Mädchen geschaffen wird.[36]